# متیل دی‌هیدروجاسمونات
متیل دی‌هیدروجاسمونات (به انگلیسی: Methyl dihydrojasmonate) یک ترکیب شیمیایی با شناسه پاب‌کم ۲۴۹۰۱۵۲۸ است. شکل ظاهری این ترکیب، مایع روغنی زرد کمرنگ است.